# 坂井村 (新潟県)
坂井村（さかいむら）は、かつて新潟県南蒲原郡にあった村。

## 沿革
- 1889年（明治22年）4月1日 - 町村制施行に伴い南蒲原郡上坂井村、坂井新田、田ノ尻村、釈迦塚新田が合併し、坂井村が発足。
- 1901年（明治34年）11月1日 - 南蒲原郡下関村、三林村と合併して、坂井村を新設。
- 1925年（大正14年）4月1日 - 南蒲原郡今町に編入され消滅。